# Iris lineata
Iris lineata är en irisväxtart som beskrevs av Michael Foster och Eduard August von Regel. Iris lineata ingår i släktet irisar, och familjen irisväxter. Inga underarter finns listade i Catalogue of Life.